# جونكإ واتا
جونكإ واتا (باليابانية: 畑 潤基) (14 أغسطس 1994 في آيتشي في اليابان – )؛ هو لاعب كرة قدم ياباني سابق كان يلعب كمهاجم.

## وصلات خارجية
- جونكإ واتا على موقع رابطة كرة القدم اليابانية للمحترفين (اليابانية)
- جونكإ واتا على موقع قاعدة بيانات كرة القدم.إي يو (الإنجليزية)
- جونكإ واتا على موقع Soccerway.com (الإنجليزية)
- جونكإ واتا على موقع عالم كرة القدم.نت (الإنجليزية)